# Wrzosy (dolina)

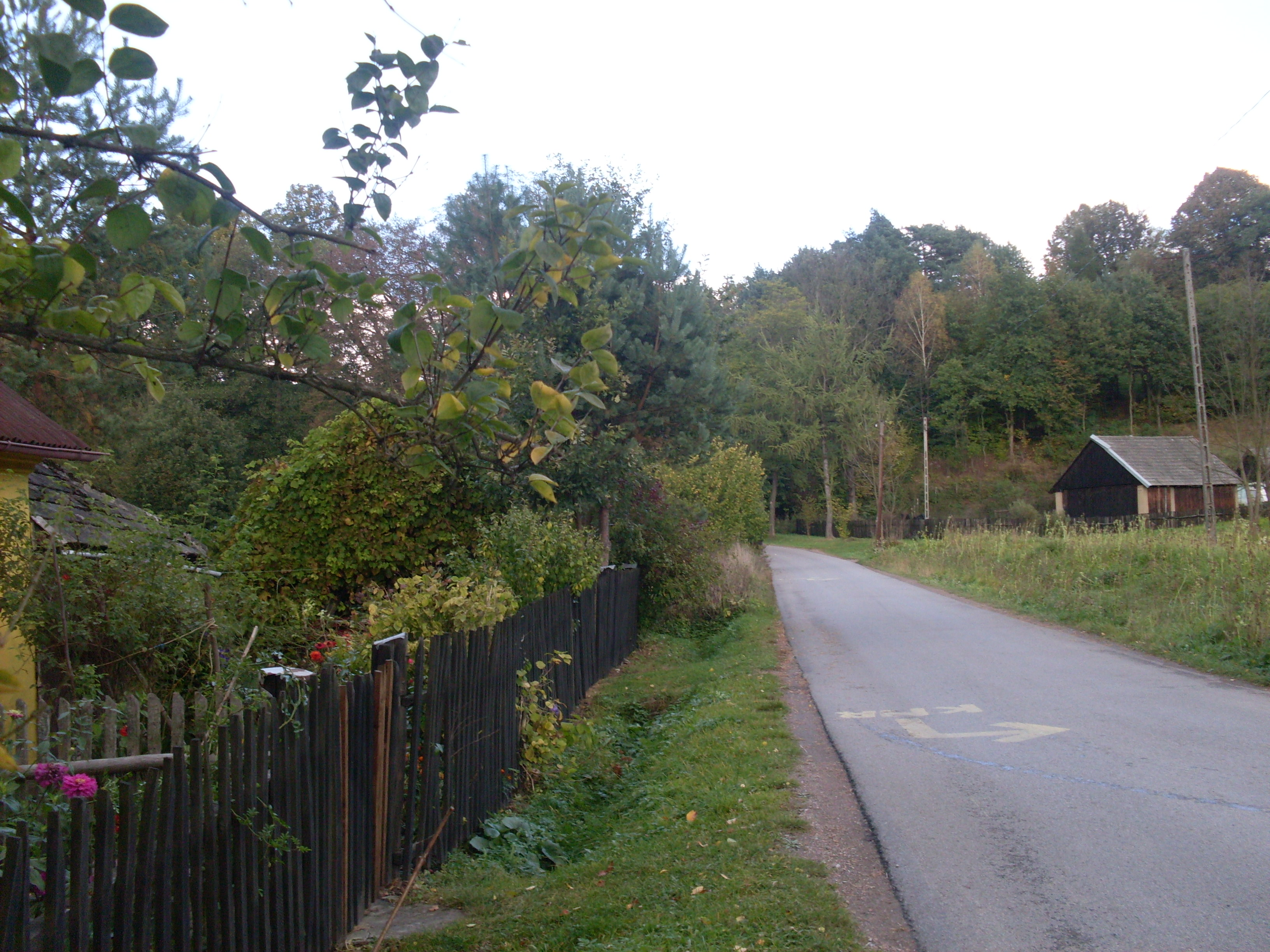
Przysiółek Wrzosy na skraju doliny

Dolina Wrzosy – dolina na Wyżynie Krakowsko-Częstochowskiej, na Garbie Tenczyńskim. Ciągnie się od północnych obrzeży wsi Zalas na południe przez las Garbu Tenczyńskiego, a następnie dalej na południe przez pola uprawne przysiółka Wrzosy. Znajduje się on w północno-zachodniej części wsi Rybna, w gminie Czernichów, w powiecie krakowskim, w województwie małopolskim.
Nazwa pochodzi od wrzosów, które niegdyś masowo tu występowały. Wschodni brzeg zbudowany jest z wapieni górnojurajskich. Sama dolina tworzy rozległą łąkę. Od wschodu wejście tworzy brama z ostańców wapiennych.
Dnem doliny płynie potok Rudno, Dolina Wrzosy jest górną częścią Doliny Rudna. Na jej stromych lewych zboczach znajduje się pas wapiennych skał o wysokości do 20 m. Uprawiana jest na nich wspinaczka skalna. W kolejności od północy na południe są to skały: Zig-Zak, Kuźnia, Ołtarz, Masyw Güllich, Wrzosy. W skałach tych znajdują się trzy jaskinie: Jaskinia Mała na Wrzosach, Jaskinia na Wrzosach Południowa, Jaskinia na Wrzosach Północna.